# Bombylius ruizi
Bombylius ruizi är en tvåvingeart som beskrevs av Edwards 1937. Bombylius ruizi ingår i släktet Bombylius och familjen svävflugor. Inga underarter finns listade i Catalogue of Life.